# 378 TCN
378 TCN là một năm trong lịch La Mã.